# Котовка (Нижньогородська область)
Котовка (рос. Котовка) — село у складі Ардатовського району Нижньогородської області. Входить до складу робітничого селища Ардатов. Входило до складу скасованої Котовської сільської ради.

## Географія
Розташоване за 7 км на північному заході від робітничого поселення Ардатов, по берегах маленької річки Ужівка.
На півночі та півдні знаходяться невеликі (до 3 м завглибшки) яри. На західній околиці села у річку Ужівка впадає струмок. Село оточене перелісками.

## Населення
| 1999 | 2002 | 2010 |
| ---- | ---- | ---- |
| 622  | ↘600 | ↘478 |